# 托合塔尔别克·唐拉提汗
托合塔尔别克·唐拉提汗（1996年11月18日—），中国男子拳击运动员，2023年世界男子拳击锦标赛男子80公斤级银牌得主、2022年亚洲运动会男子80公斤级金牌得主。代表中國參與2024年夏季奧林匹克運動會男子輕重量級（80公斤級）拳擊比賽，止步於16強。